# إبراهام أندرسون
إبراهام أندرسون (بالإنجليزية: Abraham Anderson)‏ هو شخصية أعمال أمريكي، ولد في 1829، وتوفي في 10 يونيو 1915.